# Weltklasse Zürich 2024
Il Weltklasse Zürich 2024 è stata la 96ª edizione dell'annuale meeting di atletica leggera, quattordicesima tappa del circuito Diamond League 2024. Le competizioni hanno avuto luogo presso la stazione di Zurigo Centrale (salto con l'asta femminile) il 4 settembre e presso lo stadio Letzigrund di Zurigo il 5 settembre.

## Programma[1]

### Giorno 1
| # | Orario | Specialità       |
| - | ------ | ---------------- |
| 1 | 17:30  | Salto con l'asta |

### Giorno 2
| #  | Orario | Specialità             |
| -- | ------ | ---------------------- |
| 1  | 19:15  | 3000 metri piani       |
| 2  | 19:18  | Salto con l'asta       |
| 3  | 19:20  | Getto del peso         |
| 4  | 19:51  | 400 metri piani        |
| 5  | 20:04  | 400 metri ostacoli     |
| 6  | 20:18  | Salto in lungo         |
| 7  | 20:36  | 110 metri ostacoli     |
| 8  | 20:42  | Lancio del giavellotto |
| 9  | 21:18  | 200 metri piani        |
| 10 | 21:27  | 1500 metri piani       |

| # | Orario | Specialità         |
| - | ------ | ------------------ |
| 1 | 18:30  | Salto in alto      |
| 2 | 19:31  | 400 metri piani    |
| 3 | 20:16  | 800 metri piani    |
| 4 | 20:26  | 100 metri piani    |
| 5 | 20:43  | 5000 metri piani   |
| 6 | 21:08  | 400 metri ostacoli |
| 7 | 21:41  | 100 metri ostacoli |
| 8 | 21:52  | Staffetta 4x100 m  |

     Specialità valide per la Diamond League

## Risultati
Di seguito i primi tre classificati di ogni specialità.

### Uomini
| Specialità             | 1º classificato  | Prestazione | 2º classificato     | Prestazione | 3º classificato     | Prestazione |
| 200 m                  | Letsile Tebogo   | 19"55       | Kenneth Bednarek    | 19"57       | Erriyon Knighton    | 19"79       |
| 400 m                  | Lionel Spitz     | 45"30       | Alex Haydock-Wilson | 45"41       | Isaya Klein Ikkink  | 45"42       |
| 1500 m                 | Yared Nuguse     | 3'29"21     | Jakob Ingebrigtsen  | 3'29"52     | Cole Hocker         | 3'30"46     |
| 3000 m                 | Jacob Krop       | 7'34"90     | Cornelius Kemboi    | 7'35"42     | Isaac Kimeli        | 7'41"30     |
| 110 m hs               | Grant Holloway   | 12"99       | Sasha Zhoya         | 13"10       | Freddie Crittenden  | 13"15       |
| 400 m hs               | Roshawn Clarke   | 47"49       | Abderrahman Samba   | 47"58       | Rasmus Mägi         | 48"02       |
| Salto in lungo         | Wayne Pinnock    | 8,18 m      | Miltiadis Tentoglou | 8,02 m      | Simon Ehammer       | 7,98 m      |
| Salto con l'asta       | Armand Duplantis | 5,82 m      | Sam Kendricks       | 5,82 m      | Kurtis Marschall    | 5,72 m      |
| Getto del peso         | Ryan Crouser     | 22,66 m     | Leonardo Fabbri     | 21,86 m     | Payton Otterdahl    | 21,38 m     |
| Lancio del giavellotto | Anderson Peters  | 85,72 m     | Julian Weber        | 85,33 m     | Roderick Genki Dean | 82,69 m     |

     Prestazione che stabilisce il nuovo record del meeting.

### Donne
| Specialità        | 1º classificato                                                   | Prestazione | 2º classificato                                                                 | Prestazione | 3º classificato                                             | Prestazione |
| 100 m             | Sha'Carri Richardson                                              | 10"84       | Julien Alfred                                                                   | 10"88       | Dina Asher-Smith                                            | 10"89       |
| 400 m             | Henriette Jæger                                                   | 50"49       | Susanne Gogl-Walli                                                              | 50"60       | Anastazja Kuś                                               | 52"10       |
| 800 m             | Mary Moraa                                                        | 1'57"08     | Georgia Bell                                                                    | 1'57"94     | Addison Wiley                                               | 1'58"16     |
| 5000 m            | Beatrice Chebet                                                   | 14'09"52    | Ejgayehu Taye                                                                   | 14'28"76    | Tsigie Gebreselama                                          | 14'39"05    |
| 100 m hs          | Jasmine Camacho-Quinn                                             | 12"36       | Cyréna Samba-Mayela                                                             | 12"40       | Masai Russell                                               | 12"47       |
| 400 m hs          | Shiann Salmon                                                     | 52"97       | Anna Cockrell                                                                   | 53"17       | Shamier Little                                              | 54"07       |
| Staffetta 4x100 m | Svizzera Salomé Kora Sarah Atcho Léonie Pointet Mujinga Kambundji | 42"55       | Paesi Bassi Isabel van den Berg Marije van Hunenstijn Minke Bisschops Tasa Jiya | 43"46       | Belgio Rani Vincke Rani Rosius Elise Mehuys Delphine Nkansa | 43"52       |
| Salto in alto     | Jaroslava Mahučich                                                | 1,96 m      | Nicola Olyslagers                                                               | 1,93 m      | Iryna Heraščenko                                            | 1,93 m      |
| Salto con l'asta  | Nina Kennedy                                                      | 4,87 m      | Alysha Newman                                                                   | 4,82 m      | Katie Moon                                                  | 4,82 m      |

     Prestazione che stabilisce il nuovo record del meeting.